# 김해출
김해출(한국 한자: 金海出, 1981년 2월 3일 ~ )은 대한민국의 전 축구 선수이며, 포지션은 공격수였다
굉장한 득점력을 지니고 있던 공격수이고
양발에 다재다능하다